# Ophiopsammium semperi
Ophiopsammium semperi är en ormstjärneart som beskrevs av George Richard Lyman 1874. Ophiopsammium semperi ingår i släktet Ophiopsammium och familjen Ophiothrichidae. Inga underarter finns listade i Catalogue of Life.